# ميزلمان

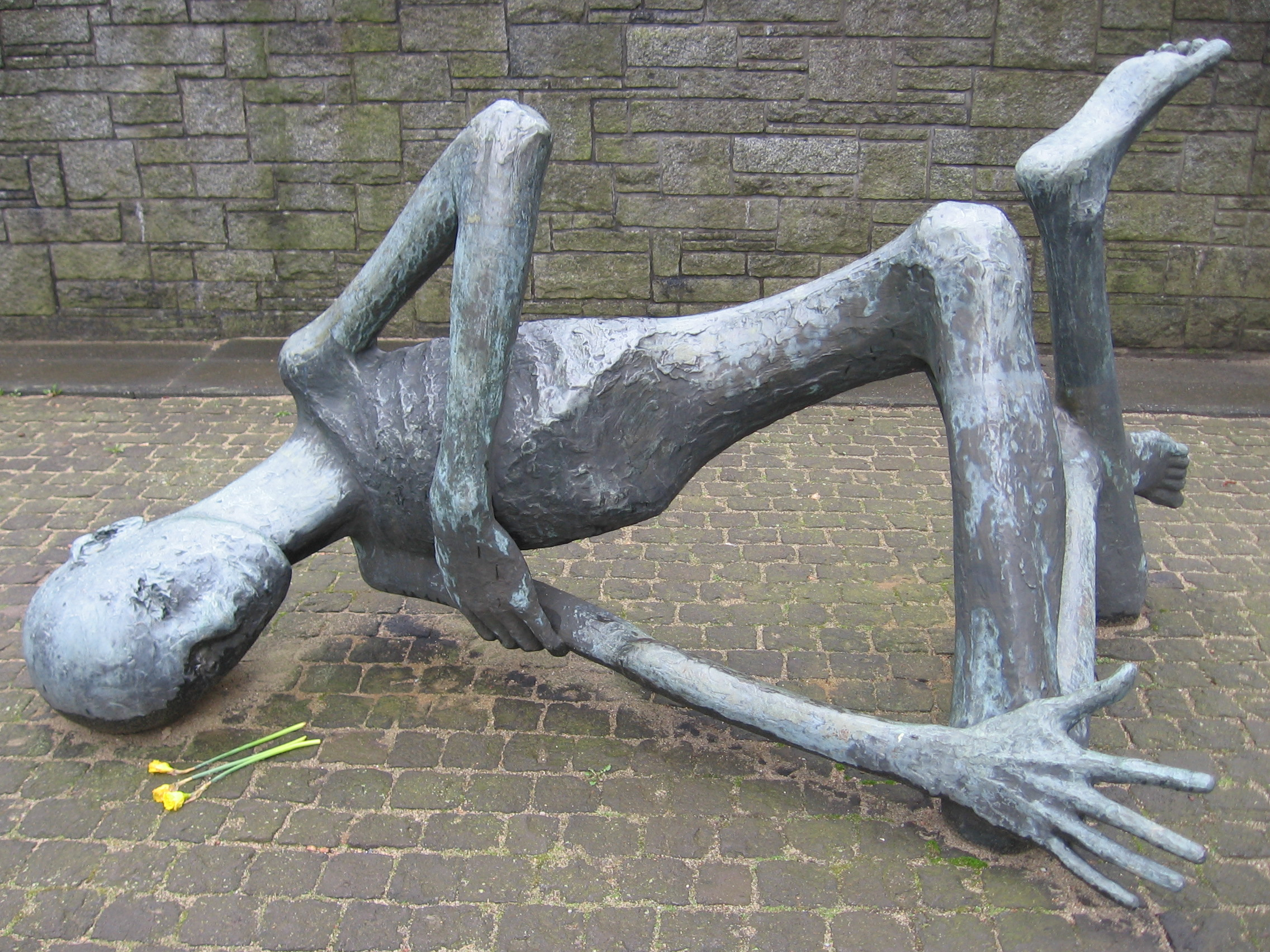
تمثال تذكاري باسم Der sterbende Häftling في معسكر اعتقال نيونغامه

ميزلمان (بالألمانية: Muselmann، وتعني: «مسلمون»   )  مصطلح استخدم لوصف سجناء الحرب العالمية الثانية في معسكرات الاعتقال النازية للدلالة على هؤلاء المساجين الذين يعانون من أعراض المجاعة والانهاك والذين تركوا ليلاقوا موتهم الوشيك. المساجين الميزلمان يظهر عليهم الضعف الشديد والهزال، والخمول وعدم الاكثراث بمصيرهم، بالإضافة لعدم استجابتهم لما يحيط بهم.
بسبب عدم قدرة الميزلمان على الوقوف لضعف عضلات القدم، فيضطروا للجلوس أو الركوع، فيحتمل ان يكون أطلق عليهم هذا المصطلح لتشابه وضع الجلوس أو الركوع في هذه الحالة مع أوضاع المسلم في صلاته.
انتقل المصطلح من معسكر أوشفيتز لمعسكرات الاعتقال الأخرى. والمقابل له في معسكر اعتقال ماجدانك كان مصطلح جامل (مشتق من الكلمة الألمانية جاملن - المقابل العامى لكلمة «التعفن») والمقابل له في معسكر اعتقال ستوتهوف, كان كريبل (مشتقة من الكلمة الألمانية كرويبل أي "العرج").
العالم النفسى وأحد الناجين من معسكر اعتقال أوشيفتز فيكتور فرانكل، في كتابه بحث الإنسان عن معنى, يعطى مثال لسجين قرر أن يستهلك سجارته الأخيرة (كانت تستخدم كعملة في معسكرات الاعتقال) في الليل لأنه لم يكن مقتنعا بإمكانية بقائه على قيد الحياة حتى موعد التمام في الصباح التالي. رفيقه السجين سخر منه وشبهه بالميزلمان. فرانكل قارن هذا ب التصرفات والمواقف المتجردة من الإنسانية المستعملة مع الكابو: كلا المثالين يوضحا كيف أن الظروف اليائسة في المعسكرات ك المجاعة والسخرة تظهر أسوا مافي الفرد.
بينما يرى عبد الوهاب المسيري أن المصطلح يشير إلى ربط العقل الغربي بين المسلمين واليهود كعدو كما يعتقد، ويذكر قائلاً: «فكأن العقل الغربي حينما كان يدمر ضحاياه كان يرى فيهم الآخر، والآخر منذ حروب الفرنجة هو المسلم. ومن المعروف في تاريخ العصور الوسطى أن العقل الغربي كان يربط بين المسلمين واليهود، وهناك لوحات لتعذيب المسيح تصور الرسول» صلى الله عليه وسلم«وهو يقوم بضرب المسيح بالسياط.»، ويرى أيضا أن التفسير الموجود في الموسوعة اليهودية هو تفسير تبريرى ويوضح ذلك بقوله: «وقد حاول كاتب مدخل» مسلم«في الموسوعة اليهودية أن يفسر أصل استخدام الكلمة، فهو يدعي أن الضحايا سموا» مسلمين«استناداً إلى طريقة مشيهم وحركتهم:» كانوا يجلسون القرفصاء وقد ُثنيت أرجلهم بطريقة «شرقية» ويرتسم على وجوههم جمود يشبه الأقنعة«. والكاتب في محاولة التفسير هذه لم يتخل قط عن عنصريته الغربية أو الصور النمطية الإدراكية، كل ما في الأمر حاول أن يحل كلمة» شرقيين«العامة محل كلمة» مسلمين«المحددة.».